# Route principale 18 (Suisse)
Pour les articles homonymes, voir H18 et Route 18.
La Route principale 18 est une route principale suisse reliant Bâle à La Chaux-de-Fonds.

## Parcours
- Bâle
- Reinach
- Laufon
- Delémont
- Saignelégier
- La Chaux-de-Fonds